# Rimella
|  | Aquest article tracta sobre el gènere de mol·luscs extint. Si cerqueu el municipi italià, vegeu «Rimella (Itàlia)». |

Rimella és un gènere extint dels gastròpodes marins de la família Strombidae. Aquest gènere es troba des del Paleocè a l'Oligocè d'Europa.

## Taxonomia
- † Rimella cazesi Pacaud & Pons, 2015
- † Rimella duplicicosta Cossmann, 1901
- † Rimella fissurella (Linnaeus, 1758)
- † Rimella gomezi Pacaud & Pons, 2015
- Rimella gracilis Ma & Zhang, 1996
- † Rimella labrosa (G. B. Sowerby I, 1823)
- † Rimella mexcala Kiel & Perrilliat, 2001
- † Rimella obesa Cuvillier, 1935
- † Rimella rimosa (Solander, 1766)
- † Rimella sandrinae Pacaud & Pons, 2015